# Channahon (Illinois)
Channahon es una villa ubicada en el condado de Will en el estado estadounidense de Illinois. En el Censo de 2010 tenía una población de 12560 habitantes y una densidad poblacional de 295,39 personas por km².

## Geografía
Channahon se encuentra ubicada en las coordenadas 41°25′22″N 88°15′46″O / 41.42278, -88.26278. Según la Oficina del Censo de los Estados Unidos, Channahon tiene una superficie total de 42.52 km², de la cual 38.82 km² corresponden a tierra firme y (8.69%) 3.7 km² es agua.

## Demografía
Según el censo de 2010, había 12560 personas residiendo en Channahon. La densidad de población era de 295,39 hab./km². De los 12560 habitantes, Channahon estaba compuesto por el 94.53% blancos, el 1.27% eran afroamericanos, el 0.15% eran amerindios, el 0.74% eran asiáticos, el 0.01% eran isleños del Pacífico, el 1.95% eran de otras razas y el 1.35% pertenecían a dos o más razas. Del total de la población el 8.12% eran hispanos o latinos de cualquier raza.